# Kunst- und Kulturpreis der Stadt Kaufbeuren

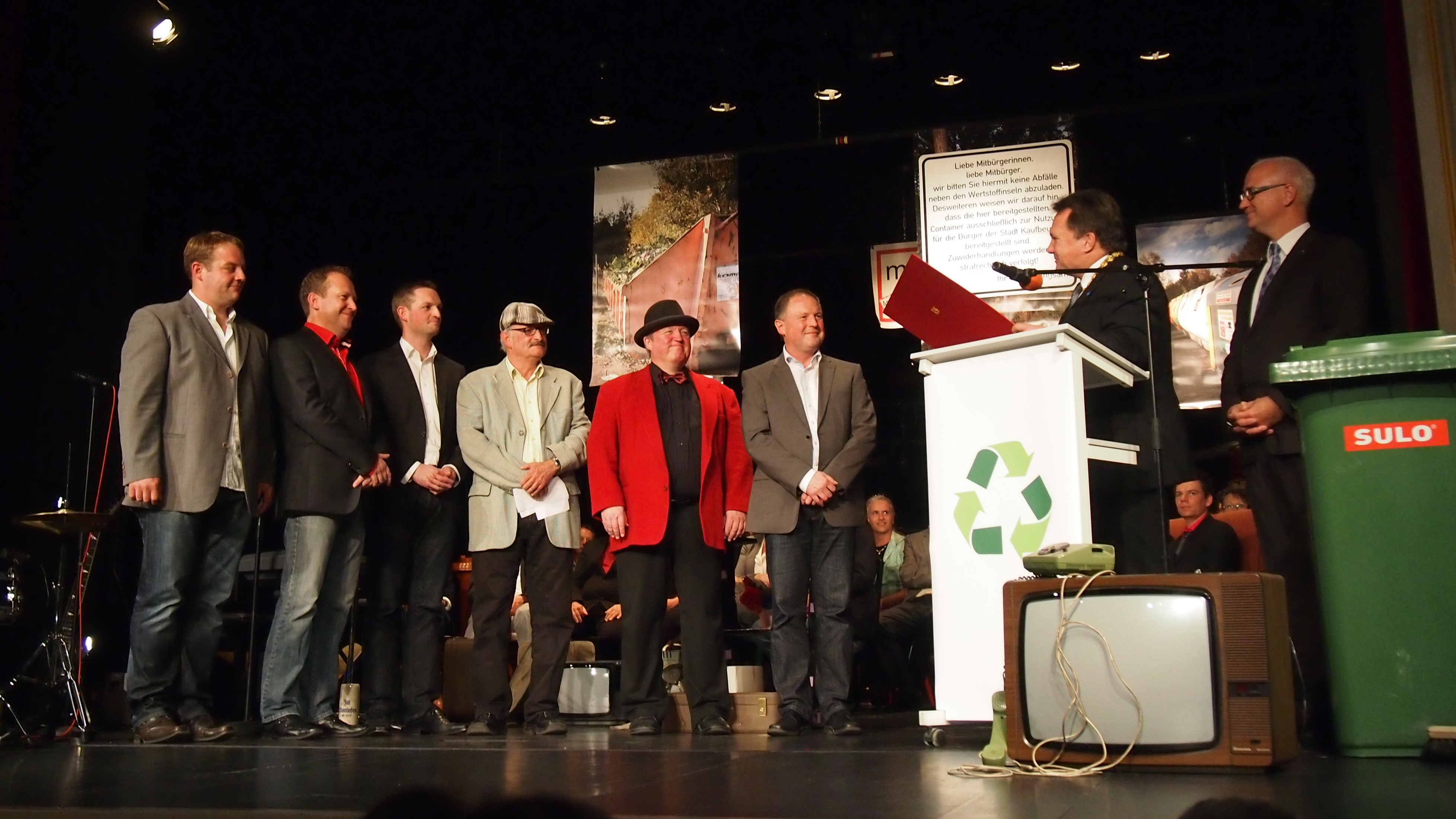
Bürgermeister Stefan Bosse bei der Preisverleihung an die Band „Mauke“ (2013)

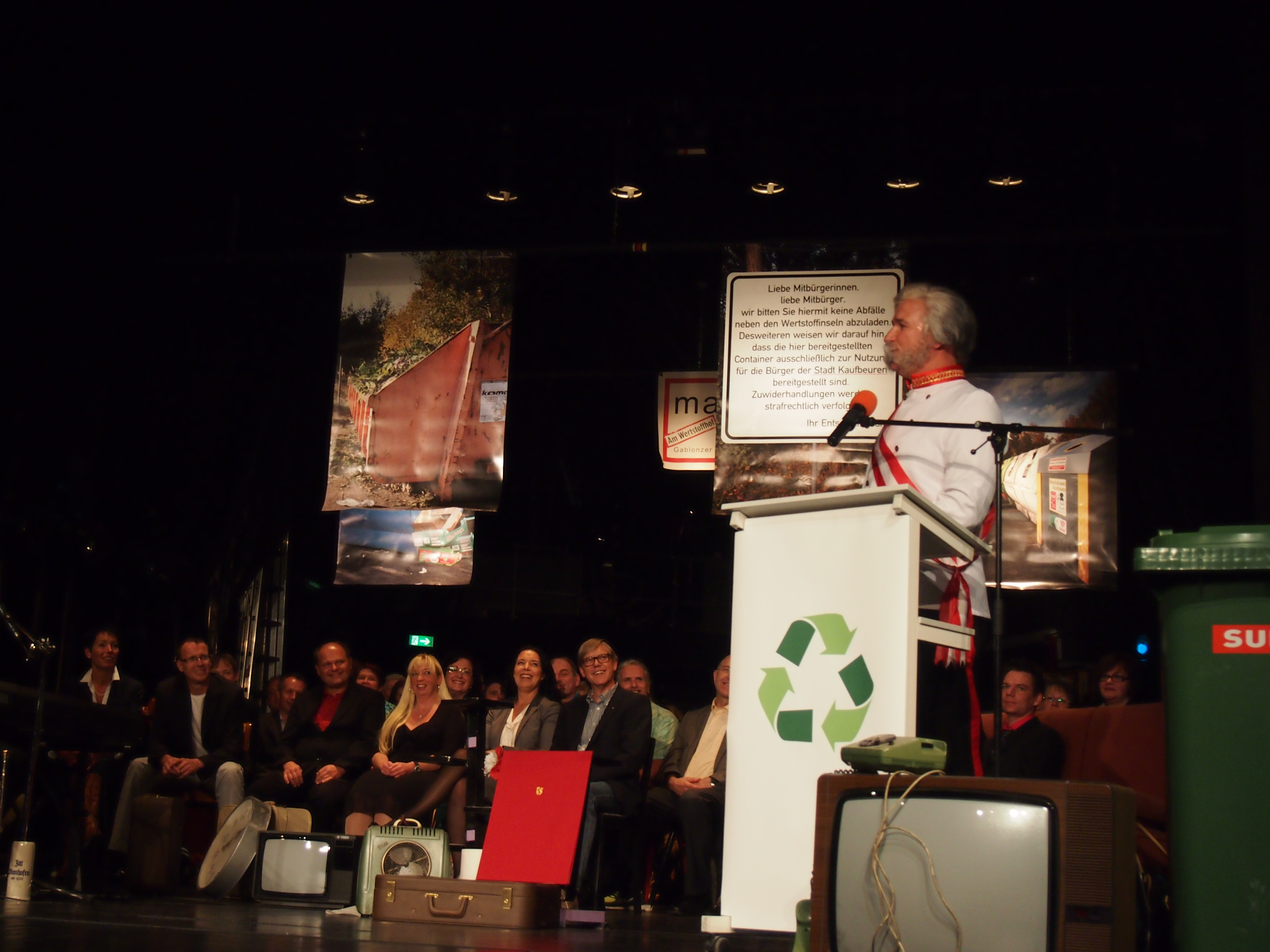
Wolfgang Krebs als Kaiser Franz Joseph bei der Verleihung des Kulturpreises 2013 an die Band „Mauke“

Der Kunst- und Kulturpreis der Stadt Kaufbeuren wird alle zwei Jahre verliehen. Er wird an Künstlerinnen und Künstler verliehen, die aktiv an kreativen Prozessen der Kunstproduktion beteiligt sind, oder an Kulturschaffende, die sich kuratorisch, organisatorisch oder pädagogisch für die Gestaltung, Entwicklung und Förderung kultureller Angebote einsetzen. Beide Gruppen können aus dem gesamten künstlerisch-kulturellen Spektrum, also insbesondere aus bildender Kunst, Architektur, Denkmalschutz, Heimatpflege, Literatur, Musik, Darstellender Kunst, Film, Tanz, Kulturwissenschaft und Kulturmanagement stammen.
Der Preis ist mit 3.000 Euro dotiert. Wird er als Förderpreis an Jugendliche und junge Erwachsene verliehen, ist er mit 500 Euro für Einzelleistungen bzw. mit 1.000 Euro für Gruppenleistungen dotiert.

## Bisherige Preisträger
- 1981 Kaufbeurer Martinsfinken (Ludwig-Hahn-Preis)
- 1982 Walter Werz (Jörg-Lederer-Preis)
- 1983 Heinz Kleinert (Peter-Dörfler-Preis)
- 1984 Tänzelfest-Knabenkapelle	(Ludwig-Hahn-Preis)
  - 1984 Flötengruppe der Sing- und Musikschule (Jugendkulturpreis)
- 1985 Peter Krusche (Jörg-Lederer-Preis)
- 1986 Irmela Hahn (Ludwig-Hahn-Preis)
- 1987 Erwin Birnmeyer (Jörg-Lederer-Preis)
- 1988 Arthur Maximilian Miller (Peter-Dörfler-Preis)
- 1989 Hermann Moser (Jörg-Lederer-Preis)
- 1990 Josef Guggemos (Peter-Dörfler-Preis)
  - 1990 Ingmar Schwindt (Jugendkulturpreis)
- 1991 Kammerorchester der VHS Kaufbeuren (Ludwig-Hahn-Preis)
- 1992 Wolfgang Sauter (Jörg-Lederer-Preis)
- 1993 Stadtkapelle Kaufbeuren (Ludwig-Hahn-Preis)
  - 1993 Kathrin Zajicek (Jugendkulturpreis)
- 1994 Peter Pius Irl (Peter-Dörfler-Preis)
- 1995 Dr. Ernst T. Mader (Peter-Dörfler-Preis)
- 1996 Theatergruppe „Kraut und Rüben“ (Jugendkulturpreis)
- 1997 Dr. Karl Pörnbacher (Peter-Dörfler-Preis)
- 1998 Klaus Hampl (Ludwig-Hahn-Preis)
- 1999 Keine Verleihung
- 2000 Susanne Rössler (Peter-Dörfler-Preis)
- 2001 Roman Harasymiw (Jörg-Lederer-Preis)
  - 2001 Yi Lin Jiang, Benedikt Strauß, Max Schweiger, Laura Jehl (Jugendkulturpreis)
- 2002 Jürgen Kraus (Peter-Dörfler-Preis)
  - 2002 Stephanie Hübner (Jugendkulturpreis)
- 2003 Aufbruch-Umbruch Kaufbeurer Fasching e.V. (Peter-Dörfler-Preis)
- 2004 Mimi Gnedel-Hahn, Traugott Mayr und Richard Waldmüller (Ludwig-Hahn-Preis)
  - 2004 Julia Kuhn und Barbara Steinhauser (Jugendkulturpreis)
- 2005 Barbara Strauß, Bin Wei Jiang (Ludwig-Hahn-Preis)
- 2006 Martin Schmauch (Ludwig-Hahn-Preis)
- 2007 Stiftung Isergebirgs-Museum (Jörg-Lederer-Preis)
- 2008 Leo Hiemer (Hermine-Körner-Preis)
- 2009 Peter R. Müller (Jörg-Lederer-Preis)
- 2010 Artistica Anam Cara e.V. (Jugendkulturpreis)
- 2011 Wolfgang Krebs (Hermine-Körner-Preis)
- 2012 Keine Verleihung
- 2013 Mauke – Die Band	(Jörg-Lederer-Preis)
- 2014 Trio Felix, Fabian und Sophia Jüngling  (Jugendkulturpreis)
- 2015 Tänzelfestverein Kaufbeuren (Jörg-Lederer-Preis)
- 2016 Keine Verleihung
- 2017 Kulturring Kaufbeuren e.V. (Valentin-Strigel-Preis)
- 2018 Keine Verleihung, ab 2019 nur noch zweijährlich
- 2019 Thomas Garmatsch, Leiter der Kulturwerkstatt Kaufbeuren (Hermine-Körner-Preis)
- 2021 filmzeitkaufbeuren e.V.
- 2023 Robert Domes